# Heteropoda analis
Heteropoda analis là một loài nhện trong họ Sparassidae.
Loài này thuộc chi Heteropoda. Heteropoda analis được Tord Tamerlan Teodor Thorell miêu tả năm 1881.